# Piaskun (opowiadanie)
Piaskun (niem. Der Sandmann) – jest to opowiadanie E.T.A. Hoffmanna w tradycji bajki czarnego romantyzmu, opublikowane w 1817 roku. Utwór ukazał się anonimowo w Berlinie i był pierwszym dziełem składającym się na zbiór Opowieści nocne. Jest to jedna z najważniejszych prac autora, otwierająca przed czytelnikiem wiele możliwości interpretacji, tak iż w przedmowie wydawnictwa Reclam pojawia się stwierdzenie, że ich liczba w ostatnich latach przybrała takie rozmiary, że zdają się one tworzyć osobną dziedzinę literaturoznawczą, w którą zaangażowani są przedstawiciele wszystkich kierunków metodologicznych. 

## Fabuła
Student Natanael pisze list do swojego przyjaciela Lotara, w którym utrzymuje, że w osobie handlarza Coppolii rozpoznał adwokata Coppeliusa. Ten za czasów dzieciństwa protagonisty przeprowadzał z jego ojcem eksperymenty alchemiczne, które ostatecznie doprowadziły do jego śmierci. Z sylwetką Coppeliusa Natanael wiąże więc traumatyczne przeżycia i widzi w nim postać Piaskuna, potwora, który pozbawia dzieci wzroku.
Przez pomyłkę protagonista adresuje jednak list do swojej narzeczonej Klary, która w odpowiedzi sugeruje mu, by ten trzymał fantazję na wodzy, gdyż Piaskun to jedynie wytwór jego podświadomości, a podobieństwo Coppolii z Coppeliusem to zbieg okoliczności.  

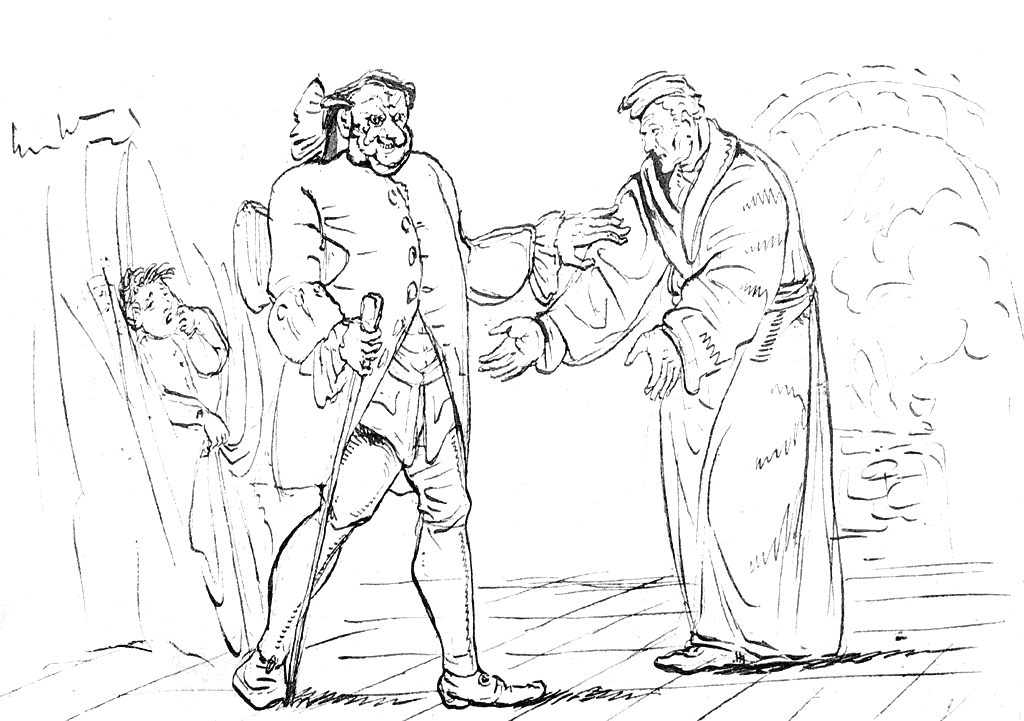
Rysunek E.T.A. Hoffmanna do opowiadania Piaskun

W kolejnym liście do Lotara,  Natanael prosi przyjaciela, aby ten nie rozmawiał więcej o jego problemach z Klarą. Informuje go poza tym, że mylił się co do tożsamości Coppolii i stwierdza, że ten nie jest najprawdopodobniej Coppeliusem, gdyż mówi on wyraźnie włoskim akcentem, podczas gdy Coppelius był Niemcem. W dalszej części opowiada on mu o Spalanzanim, włoskim fizyku i docencie z uniwersytetu, na którym on sam studiował, oraz o jego córce Olimpii. Ta wydaje mu się nieco osobliwa, ale sympatyczna zarazem.  Na końcu listu czytelnik dowiaduje się, że Natanael jedzie odwiedzić Lotara i Klarę.
Tuż po przedstawieniu treści trzech listów, narrator zwraca się bezpośrednio do czytelnika. Utrzymuje, że Lotar jest jego przyjacielem, i że to właśnie przez niego dowiedział się o losie Natanaela. Wspomina on o różnych możliwościach zainicjowania opowiadania, dochodząc ostatecznie do wniosku, że forma listu będzie najbardziej odpowiednia do przedstawienia tragicznych przypadków losowych Natanaela. Zdaje on poza tym relację z sytuacji życiowej protagonisty i opisuje Klarę, wyrażając się o niej w wyraźnie pozytywny sposób.
Natanael zmienia się nie do poznania. Miewa często ponure sny i uważa, że jego życie jest kierowane przez wyższe moce. Klara wyraźnie się temu sprzeciwia, szczególnie gdy jej narzeczony określa je jako złowieszcze zjawiska, które uniemożliwiają obojgu spełnienie w miłości. Natanael tonie w świecie rozmyślań, zaczynając fantazjować o Coppeliusie i oczach Klary. Z czasem jest ona coraz bardziej znudzona i niechętna niekończącemu się strumieniowi opowiadań i poezji, deklamowanych przez narzeczonego. Ten czuje się niezrozumiany i określa ją jako bezduszny automat. Wiedząc o niegodziwym zachowaniu Natanaela, Lotar wyzywa go na pojedynek, do którego jednak nie dopuszcza sama Klara. Ostatecznie skruszony Natanael zapewnia ją o jego głębokiej miłości, prosząc jednocześnie Lotara o wybaczenie. 
Gdy protagonista wraca do swojego mieszkania, zastaje je w zgliszczach. Ogień, który wybuchł w  położonej niżej aptece, rozprzestrzenił się na inne partie budynku. Ratuje on jednak swój dobytek i przenosi się do nowego domu, leżącego bezpośrednio naprzeciw posiadłości Spalanzaniego. Dostrzega Olimpię, która całymi dniami siedzi w pokoju i zdaje się spoglądać w jego kierunku. Podziwia on jej piękno, przez co jego ciekawość przybiera na sile. Całkowicie niespodziewanie wizytę składa mu Coppola, od którego Natanael odkupuje lunetę i którą ten używa do obserwacji Olimpii. Odkrywa natychmiast jej „niebiańskie piękno” i stoi niczym zaczarowany przy oknie. Gdy Coppola znika wydając głośny śmiech, Natanaelowi towarzyszy dziwne przeszywające uczucie, które jednak tłumaczy faktem zakupu lunety po wygórowanej cenie.
Następnego dnia nie jest on już w stanie oderwać się od widoku Olimpii, obserwując ją cały czas przez lunetę. Jego „ukochana” Klara oraz Lotar przestają dla niego istnieć.

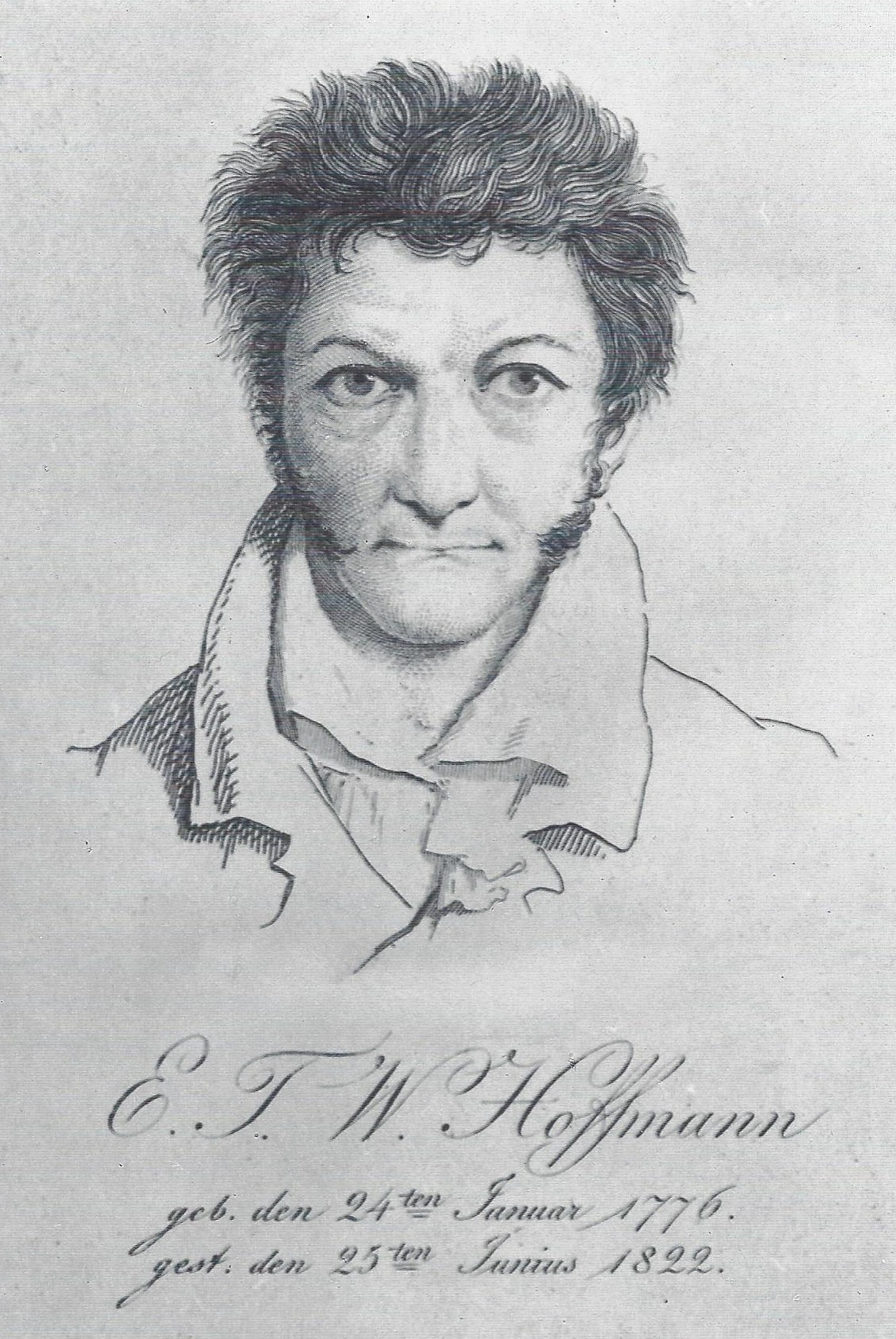
Autoportret Hoffmanna

Gdy dowiaduje się, że Spalanzani planuje wydać przyjęcie, na którym chce przedstawić wszystkim jego córkę, Natanael jest wielce uradowany. Na balu, jako jedyny ma odwagę poprosić ją do tańca, jest nią także coraz bardziej pochłonięty. Wszystkim pozostałym Olimpia wydaje się bezduszna, niczym maszyna. Protagonista natomiast pozbywa się wszelkich wątpliwości i jest przekonany o szczerej miłości. Spotyka się z nią coraz częściej i czyta jej na głos wiersze i opowiadania. Inaczej niż wysoce krytyczna Klara, Olimpia reaguje tylko słowami „Ach, Ach”, co  Natanael odbiera jako wyraz jej poetyckiego wyrazu i głębi. Postrzega on ją jaką osobę, która całkowicie go rozumie. Gdy pyta Spalanzaniego o pozwolenie na ślub z Olimpią, ten pozostawia mu wolny wybór. Natanael postanawia więc się jej oświadczyć. Jednak gdy zjawia się w jej domu, jest świadkiem sprzeczki między Spalanzanim i Coppolą, o to kto stworzył oczy Olimpii, a kto mechanizm zegarowy. Protagonista rozpoznaje wtedy, że jest ona drewnianą lalką. Po długotrwałej potyczce Coppola ucieka wraz z Olimpią, a Spalanzani nakazuje Natanaelowi podążać za nim w celu odzyskania automatu. Jednak ten widząc jej „zakrwawione oczy” leżące na podłodze, rzuca się na niego, by go zabić, co jednak udaremnia zbliżający się tłum. Natanael zostaje zabrany do zakładu dla psychicznie chorych i spędza tam bliżej nieokreślony czas.
Narrator ponownie zwraca się do czytelnika i mówi, że Spalanzani musiał opuścić uniwersytet, gdyż oszukał ludzkość jego drewnianą lalką. Coppola natomiast zniknął bez śladu.
Natanael zdaje się wracać do zdrowia i planuje poślubić Klarę i przenieść się z nią poza miasto. Robiąc zakupy w mieście oboje wchodzą na wieżę miejską, by rozkoszować się widokiem. Natanael wyciąga lunetę i spogląda przez nią na Klarę, wpadając ponownie w obłęd i próbując zepchnąć ją z wieży. Z pomocą na czas przychodzi Lotar, Natanael spostrzega natomiast w grupce ludzi na dole Coppeliusa i słowami „piękne oczy, piękne oczy” wyskakuje poza balustradę, wpadając w objęcia śmierci. 
Lata później narrator informuje czytelnika, że Klara żyje szczęśliwie z pewnym mężczyzną i dwojgiem dzieci, ciesząc się życiem rodzinnym, którego nie mógł dać jej Natanael.

## Piaskun
W opowiadaniu Hoffmanna opisana jest postać z folkloru niemieckiego, zwana Piaskunem, która miałaby rzucać piaskiem w oczy małych dzieci, pomagając im zasnąć:

Pełen ciekawości, zdecydowany dowiedzieć się więcej o Piaskunie i jego stosunku do nas, dzieci, spytałem w końcu starą kobietę, która opiekowała się moją najmłodszą siostrzyczką: kimże on jest, ten ten Piaskun? „Ech, Tanelku”, odrzekła, „jeszcze tego nie wiesz? On jest bardzo złym człowiekiem, który przychodzi do dzieci, które nie chcą iść spać i sypie im garściami piasek w oczy, tak że one w końcu wyskakują, zakrwawione, z głowy; on wrzuca je do worka i niesie je potem przy półksiężycu, by nakarmić nimi swoje potomstwo; ono siedzi sobie tam w gnieździe i ma zagięte dzioby, tak jak sowy, i na te dzioby nabija potem oczęta niegrzecznych dzieci...

## Interpretacja
W trzech listach składających się na początek historii, nazwane są wszystkie figury i strony konfliktu. Opisana jest psychika protagonisty Natanaela, który kroczy między halucynacjami i rzeczywistością. Całe życie zmaga się z zespołem stresu pourazowego, który powstał w wyniku traumatycznego epizodu z dzieciństwa skupionego wokół postaci Piaskuna. Do końca opowiadania nie jest jasne, czy doświadczenia protagonisty były prawdziwe, czy też śniły one się tylko młodemu Natanaelowi. W samym tekście  wyjaśnienie jest kwestią otwartą: z jednej strony pojawia się przekonanie głównego bohatera, że ciemne moce mają nad nim kontrolę, z drugiej postulat Klary (dzielony także przez Lotara), że jest to tylko kwestia psychologiczna. 
Historia jest częściowo subiektywnym opisem przebiegu zdarzeń z punktu widzenia Natanaela, którego z powodu sporych problemów z psychiką, trudno określić obiektywnym źródłem informacji. Nie jest on także całkowicie obiektywnie sportretowany, a Hoffmann umyślnie pozostawia czytelnika w niepewności. Klara może reprezentować w opowiadaniu oświecenie, podczas gdy Natanael romantyzm. 
Ważnymi motywami w dziele są oczy (temat interpretowany przez Freuda jako strach przed kastracją), automaty czy śmiech. Hoffmann, znany z tego, że nie podporządkowywał się społecznym normom,  podjął się satyrycznej krytyki owego społeczeństwa, która jest skierowana zarówno przeciwko oświeconym naukowcom jak i romantycznym marzycielom. 
Figura Coppeliusa/Coppolii może być rozumiana nie jako prawdziwie istniejący charakter, lecz jako metafora. Reprezentuje on ciemną stronę Natanaela i opisywany jest jako postać posiadająca pięści, lecz nigdy ręce. 
Piaskun był także przedmiotem interpretacji Freuda w słynnym eseju z 1919 roku zatytułowanym „Niesamowite”. 
- Motyw oczu – Grają ważną rolę w opowiadaniu i odzwierciedlają duszę człowieka. Ponieważ potwór sypie piaskiem w oczy, psuje on je także w przenośnym znaczeniu.  Natanael myli człowieka z maszyną w szczególności wtedy, gdy spogląda w oczy osoby stojącej naprzeciwko. Zawsze gdy te wydają się błyszczeć,  protagonista interpretuje to jako oznakę ludzkości.

- Stosunek automat – człowiek. Luneta, a więc naukowy przyrząd, mimowolnie przywołuje szaleństwo Natanaela. Dalej zgromadzeni na balu ludzie zdają się początkowo nie rozpoznawać różnicy między człowiekiem i maszyną. Krytykowany jest także obraz typowego naukowca, który podobnie jak Spalanzani nie dostrzega granic nauki i podstępem podchodzi bliźnich.

## Postacie
- Natanael (dar od Boga) – narcystyczny protagonista; jego imię zawiera odniesienie do życia (narodziny = Natal) i śmierci (Thanatos – gr. bóg śmierci).
- Klara – narzeczona Natanaela o spokojnym i pogodnym usposobieniu.
- Coppelius – Siejący strach, duży, zdeformowany mężczyzna, który zakłóca szczęśliwe dzieciństwo Natanaela i jego rodzeństwa. Pojawia się wieczorami w domu Natanaela i przeprowadza z jego ojcem eksperymenty alchemiczne.
- Coppola (wł. oczodół) – włoski handlarz, w którym Natanael rozpoznaje Coppeliusa.
- Olimpia (pochodząca z Olimpu, w kontekście klasycznym) – piękna „córka” profesora Spalanzaniego, która okazuje się automatem (drewnianą lalką poruszaną kółkami zębatymi) i która stanowi powód szaleństwa protagonisty.
- Siegmund – jako przyjaciel próbuje przestrzec Natanaela przed nieszczęściem.
- Lotar – brat Klary i przyjaciel Natanaela.
- Spalanzani (inna pisownia Spallanzani, włoski przyrodnik i fizyk) – profesor Natanaela, który podaje się za „ojca” Olimpii, faktycznie jej konstruktor.
- Ojciec Natanaela – prowadzi z Coppeliusem alchemiczne eksperymenty i ginie podczas jednego z nich.
- Matka Natanaela – podporządkowana mężowi, czuła matka.

## Adaptacje
- Opowiadanie Piaskun składało się na drugi akt opery Opowieści Hoffmanna Offenbacha.
- Reżyser Paul Berry stworzył film w animacji poklatkowej na motywach opowiadania Hoffmanna.
- Na kanwie opowiadania powstał balet Coppélia francuskiego kompozytora Léo Delibesa.
- Zespół muzyczny z Kopenhagi The Sandmen zaczerpnął nazwę z hoffmannowskiego Piaskuna, jeden z ich utworów można usłyszeć m.in. na soundtracku do filmu Nightwatch.
- Postać Olimpii pojawia się także w powieści Judgment of Tears Kima Newmana
- Piaskun będzie jednym z trzech hoffmannowskich dzieł przedstawionych w rosyjskiej produkcji animowanej Gofmaniada.
- Piaskun stanowił także podstawę ekranizacji niezależnego filmu z 2008 roku, pt. Eye of the Sandman.